# 吴綪
吴綪（1917年—1987年），江苏吴县人，中华人民共和国政治人物。
担任华东局妇委第二书记。1954年，当选第一届全国人民代表大会代表。